# The Renaissance EP
The Renaissance EP è il terzo Ep della band pop punk statunitense MxPx. È stato pubblicato nel 2001.

## Elenco delle tracce
- 1. "Lonesome Town"
- 2. "Letting Go"
- 3. "Party II (Time to Go)"
- 4. "Time Will Tell"
- 5. "The Opposite"
- 6. "Don't Look Back"
- 7. "Talk Of The Town"
- 8. "The Struggle"
- 9. "Yuri Wakes Up Screaming"

## Formazione
- Mike Herrera (voce e basso)
- Tom Wisniewski (chitarra)
- Yuri Ruley (batteria)